# Кантемиров, Алибек Тузарович
Алибе́к Туза́рович Кантеми́ров (осет. Хъантемыраты Тузары фырт Алыбег; 16 мая 1882 — 5 июля 1975) — российский и советский цирковой артист, дрессировщик и наездник. Основатель отечественного конно-циркового жанра джигитовки. Заслуженный деятель искусств Северо-Осетинской АССР (1949), Народный артист Северо-Осетинской АССР, Заслуженный артист РСФСР (1958), Народный артист РСФСР (1966).
Основатель цирковой династии Кантемировых.

## Биография
Алибек Кантемиров родился 16 мая 1882 года. В начале XX века попробовал свои силы в качестве жокея на скачках. В 1907 состоялась премьера соло джигита Алибека Кантемирова. С первых шагов ему сопутствовал огромный успех. Алибек получал приглашения от лучших российских и зарубежных цирков, также он показывал своё искусство на различных европейских ипподромах и в крупных театрах, где на сцене устанавливался манеж. Благодаря Алибеку зарубежный зритель[уточнить] узнал о конном жанре джигитовки
Барон Врангель, побывав на спектакле Кантемирова[когда?], в знак признания его мастерства, подарил Алибеку позолоченную шашку с инициалами императора Николая II.
Британский антрепренёр Бертрам Миллз после спектакля снял шляпу и сказал Кантемирову: «Сэр, ваше выступление — настоящий фурор. Ничего подобного я никогда не видел. Я искренне преклоняюсь перед Вами».
В 1924 году Алибек создаёт первую труппу джигитов. Вскоре труппа джигитов «Али-бек» была приглашена в многолетнее турне по Европе.
В германском парке Гагенберг[уточнить] для выступления «Конного ревю Али-Бек» были построены декорации в кавказском стиле.
В 1947 году И. В. Сталин отдал приказ создать первый советский трюковой фильм. Для картины «Смелые люди» Кантемировы разработали технику конных трюков, которую активно используют и в наши дни, так возникло каскадёрское искусство в СССР. Далее труппа принимала участие более чем в 60 фильмах. Алибек создал несколько конных постановок.
Как педагог-тренер, в общей сложности, подготовил более 150 наездников-джигитов, многие из которых стали народными артистами, среди них народные артисты РСФСР М. Н. Туганов, Ю. П. Мерденов, Т. Т. Нугзаров и другие. А. Кантемиров создал школу джигитовки в СССР.
Алибек Тузарович Кантемиров умер 5 июля 1975 года.

## Семья
Младшие братья: Ибрагим Кантемиров, Султанбек Кантемиров. Племянники: Бексултан Кантемиров, Зелимхан Кантемиров.
Жена — Мариам Кантемирова (Цирихова). Дети — Хасанбек Кантемиров (14.12.1924—30.07.2007), Ирбек Кантемиров (02.06.1928—14.05.2000), Мухтарбек Кантемиров (18.02.1934—30.08.2017). Внуки — Каджана Кантемирова (род. 29.10.1950), Алибек Кантемиров (род. 08.05.1952), Анатолий Кантемиров (род. 02.04.1957), Маирбек Кантемиров (род. 16.03.1965).

## Награды
- Орден Ленина
- Орден Трудового Красного Знамени (05.10.1960)
- Орден «Знак Почёта»
- Медаль «В ознаменование 100-летия со дня рождения Владимира Ильича Ленина»
- Народный артист РСФСР (1966)
- Заслуженный артист РСФСР (1958)
- Народный артист Северо-Осетинской АССР
- Заслуженный деятель искусств Северо-Осетинской АССР (1949)

## Память
Во Владикавказе его именем названа улица.

## Фильмография
- 1950 — Смелые люди — конно-спортивные съёмки артистов труппы Кантемирова (в титрах Али-Бек Кантемирова).